# 森耕二郎
森 耕二郎（もり こうじろう、1895年（明治28年）2月23日 - 1962年（昭和37年）1月28日は、日本の大正から昭和期における経済学者、九州帝国大学教授。滋賀県出身者として最初の経済学博士（博士登録番号64番）。

## 生涯
1895年（明治28年）2月23日、滋賀県甲賀郡（現甲賀市）の井村家に生まれる。
京都帝国大学経済学部に1921年（大正10年）入学、1922年（大正11年）3月同大学を卒業し、大学院に進み経済原論を専攻する。1923年（大正12年）森家の養子となる。
1922年（大正13年）京都帝国大学講師となり、1925年（大正15年）2月経済学博士学位を得る。1928年（昭和3年）九州帝国大学法文学部助教授となり経済学第六講座を分担する。1931年（昭和6年）ヨーロッパ・アメリカ合衆国に留学する。帰国後1933年（昭和8年）教授に就任し、引き続き経済学第六講座を担当する。1947年（昭和22年）1月31日、第19代九州帝国大学法文学部長（同年10月九州大学に改称）に就任する（1949年（昭和24年）4月1日より法文学部は法学部・経済学部・文学部に分割され経済学部長となる）。
1950年（昭和25年）大河内一男を中心に社会政策学会が設立される際、発起人となり7月第一回総会において幹事に就任し、10月第二回総会において「社会政策と賃金」を発表する。また、1956年（昭和31年）10月には第14回総会を九州大学にて開催した。同時期に早稲田大学の久保田明光と関西学院大学の堀経夫を中心に経済学史学会が1950年（昭和25年）4月創設され発足時会員として同学会にも参加した。
1962年（昭和37年）1月28日、66歳で逝去した。

## 業績
主な業績
- 社会政策

「社会政策要論」（1935年）において、森は「社会政策を工業政策・農業政策の一分岐と位置づけつつも、工・農業政策が生産政策であるのに対して、社会政策は分配政策と規定し、そこから議論を展開した」。「社会政策は、政策である限り、政治的、経済的概念規定を受けるべきであるが、経済的にきわめて端的に理解すれば、「社会政策とは労働者階級が労働力商品を価値通りに売らんとする闘争に対しての資本家階級の譲歩・妥協である。いわば資本家階級の広い意味での労賃政策にほかならなぬ。」」とし、政治的・社会的経済理論によって社会政策を究明せんとした。
- リカアド（デヴィッド・リカード David Ricardo）[14]

「リカアド価値論の研究」（1926年）はわが国リカード研究の端緒であり、以降の研究において強い影響を及ぼした。「リカアド価値論の研究」において、リカードの「費消労働価値説」が「彼の全経済理論の基本原理」であることを強調した。結論としてリカード価値論は「本体」として根底に労働価値論が残るが「労働価値と生産価格」との矛盾を労働価値論に基づいて説明することができず、「修正」としてこれを処理したと論じた。
論文・著作
- 「リカアド価値論の研究」（森耕二郎著 岩波書店 1926年）
- 「労賃学説の史的発展」（森耕二郎著 弘文堂書房 1928年）
- 「経済学史講義」（森耕二郎議述 九州帝国大学法文会 1930年）
- 「工業政策 森耕二郎（昭和8年度講義）」（出版社不明 1933年）
- 「社会政策要論」（森耕二郎著 弘文堂書房 1935年）
- 「工業政策要論」（森耕二郎著 巌松堂書店 1936年）
- 「十周年記念経済学論文集 經濟と自然 森耕二郞」（九州帝国大学法文学部編 岩波書店 1936年）
- 「日本学術振興会第四小委員会報告 時局と社会政策第1 （勞務者移動問題 九州地方を中心として 森耕二郎）」（日本学術振興会第四小委員会編 日本評論社 1941年）
- 「戦時社会政策」（森耕二郎著 冨山房 1942年）
- 「経済学研究 4(2) （勞働概念の吟味 森耕二郎）」（九州帝国大学経済学会 1944年）
- 「経済学研究 4(3) （高・低勞賃政策の理論 森耕二郎）」（九州帝国大学経済学会 1944年）
- 「経済学研究 4(4) （「國民的勞賃」勞賃の國際的比較の問題 森耕二郎）」（九州帝国大学経済学会 1944年）
- 「経済学研究 5(2) （我國中小工業の現段階的意義 森耕二郎）」（九州帝国大学経済学会 1944年）
- 「経済学研究 6(2) （最近に於ける我國勞働者状態 森耕二郎）」（九州帝国大学経済学会 1944年）
- 「経済学研究 6(3) （最近に於ける我國勞働者状態 森耕二郎）」（九州帝国大学経済学会 1944年）
- 「経済学研究 12(2) （戦時最低賃金と國民生活論 森耕二郎）」（九州帝国大学経済学会 1944年）
- 「九大社会教養叢書3 戦後の社会問題」（森耕二郎著 西日本新聞社 1946年）
- 「労働の社会的基礎 （賃銀と機械化 森耕二郎）」（北沢新次郎編 雇用問題研究会 1948年）
- 「社会科学講座 第6巻 社会政策 （失業問題 森耕二郎）」（国際社会科学協会編 二見書房 1948年）
- 「労働政策とその背景 （賃金とインフレ独占物価・森耕二郎）」（高橋誠一郎・大河内一男編 日本経済新聞社 1949年）
- 「近代雇用理論とマルクス雇用理論 （日本失業の問題 森耕二郞）」（中央労働学園出版部編 中央労働学園 1950年）
- 「経済学新大系5 生活水準」（森耕二郎編 河出書房 1953年）
- 「経済学論文集 三十周年記念 （日本人口過剰論 森耕二郎）」（九州大学経済学会編 九州大学経済学会 1955年）

- 「経済論叢17(4) 1923年10月1日 （勞働生産力と勞賃(1) 森耕二郎）」（京都帝国大学経済学会）
- 「経済論叢17(5) 1923年11月1日 （勞働生産力と勞賃(2) 森耕二郎）」（京都帝国大学経済学会）
- 「経済論叢18(3) 1924年3月1日 （客觀的勞賃論の史的發展(1) 森耕二郎）」（京都帝国大学経済学会）
- 「経済論叢18(4) 1924年4月1日 （客觀的勞賃論の史的發展(2) 森耕二郎）」（京都帝国大学経済学会）
- 「経済論叢18(6) 1923年6月1日 （マルクスの勞賃論(2) 森耕二郎）」（京都帝国大学経済学会）
- 「経済論叢19(5) 1924年11月1日 （リカアドの価値論に就いて(1) 森耕二郎）」（京都帝国大学経済学会）
- 「経済論叢19(6) 1924年12月1日 （リカアドの価値論に就いて(2) 森耕二郎）」（京都帝国大学経済学会）
- 「経済論叢20(5) 1925年5月1日 （アダム・スミスに於ける勞働價値法則の妥當性に就いて(1) 森耕二郎）」（京都帝国大学経済学会）
- 「経済論叢20(6) 1925年6月1日 （アダム・スミスに於ける勞働價値法則の妥當性に就いて(2) 森耕二郎）」（京都帝国大学経済学会）
- 「経済論叢21(2) 1925年8月1日 （リカアドに於ける勞働價値法則の妥當性に就いて(1) 森耕二郎）」（京都帝国大学経済学会）
- 「経済論叢21(3) 1925年9月1日 （リカアドに於ける勞働價値法則の妥當性に就いて(2) 森耕二郎）」（京都帝国大学経済学会）
- 「経済論叢21(4) 1925年10月1日 （アダム・スミスに於ける勞働價値法則の妥當性に就いて(3) 森耕二郎）」（京都帝国大学経済学会）
- 「経済論叢23(5) 1926年11月1日 （アダム・スミスの勞賃論 森耕二郎）」（京都帝国大学経済学会）
- 「経済論叢23(6) 1926年12月1日 （サミュエル・ベイリー 森耕二郎）」（京都帝国大学経済学会）
- 「経済論叢24(1) 1927年1月1日 （フイジオクラートの勞賃論と「純收入」 森耕二郎）」（京都帝国大学経済学会）
- 「経済論叢25(2) 1927年8月1日 （リカアドの勞賃論とマルサスの人口原則 森耕二郎）」（京都帝国大学経済学会）
- 「経済論叢25(4) 1927年10月1日 （リカアドの勞働者階級將來觀と功利主義哲學 森耕二郎）」（京都帝国大学経済学会）
- 「労働評論 4(6) 1949年6月 （わが国失業の特質 森耕二郎）」（労働協会 毎日新聞社）
- 「経済評論復5(9) 1956年9月 （絶対的窮乏化とは何か 森耕二郞）」（日本評論社）
- 「産業労働研究所報6号 1953年5月（ソーシャル・ダンピング論 森耕二郞）」（九州大学産業労働研究所）
- 「産業労働研究所報12号 1956年10月 （適度人口論批判 森耕二郎）」（九州大学産業労働研究所）

## 森耕二郎に関連する文献
- 「経済学研究23(3・4) 1959年4月 森耕二郎教授著作目録」（九州大学経済学会）
- 「森教授記念論文集九州大学産業労働研究所1958年 森教授経歴および著作目録」（九州大学産業労働研究所）